# Edmundo Pieve
Edmundo Pieve (Córdoba, 4 de agosto de 1946) es un abogado, empresario y político argentino que supo desempeñarse como Ministro de Gobierno de la Provincia de Salta durante la gobernación de Hernán Hipólito Cornejo y como Intendente de la Ciudad de Salta designado en el cargo por el gobernador Roberto Romero.

## Biografía
Edmundo nació en Córdoba en 1946 sus padres fueron Roberto Pieve y Susana Moyano. A los nueve años de edad se mudan a la Ciudad de Salta. Edmundo realizó sus estudios primarios y secundarios en la Escuela Benjamín Zorrilla y en el Colegio Nacional Manuel A. de Castro. Luego se mudó a San Miguel de Tucumán para estudiar abogacía en la Universidad Nacional de Tucumán en donde se recibiría en el año 1970.
Ejerció la profesión de abogado y trabajó en la actividad comercial en los rubros fúnebre, seguros, salud, cementerio, farmacia y óptica. Su padre Roberto Pieve fundó el Grupo Pieve que es la empresa funeraria más utilizada de la Provincia de Salta pero que además se expandió hacia otros rubros.
En la función pública fue Secretario de Juzgado de Instrucción Sumaria, Secretario de Juzgado de Instrucción Formal, Juez, Abogado del Banco de Préstamos y Asistencia Social, Secretario de Gobierno de la Municipalidad de Salta, Jefe de Policía, Convencional Constituyente (en dos oportunidades) y Presidente del Tribunal de Cuentas Municipal.
También supo ser diputado provincial por la capital salteña entre 1983 y 1985, en 1987 entre el mes de abril y diciembre fue Intendente de la Ciudad de Salta gracias al nombramiento del gobernador Roberto Romero. A fines de ese año le daría el bastón de mando municipal al intendente electo Alberto Javier Alderete que tenía como particularidad ser el primer jefe comunal en ser elegido mediante voto directo y no por nombramiento del gobernador. El gobernador entrante, Hernán Hipólito Cornejo, lo nombraría el 10 de diciembre de ese año como Ministro de Gobierno, Justicia y Educación. Durante su gestión al frente del ministerio se firmó con el gobierno nacional de Raúl Alfonsín un convenio en materia de organización del régimen carcelario.
Su último paso por la función pública la dio en 1998 cuando fue convencional constituyente. Luego de eso se retiraría de la vida política dedicándose únicamente a la parte empresarial. Con el fallecimiento de su padre, Edmundo quedó al frente del Grupo Pieve que había crecido tanto en los últimos años que había pasado a ser una de las empresas funerarias más importantes del país con más de 300.000 asegurados.